# Ferdynand Obtułowicz

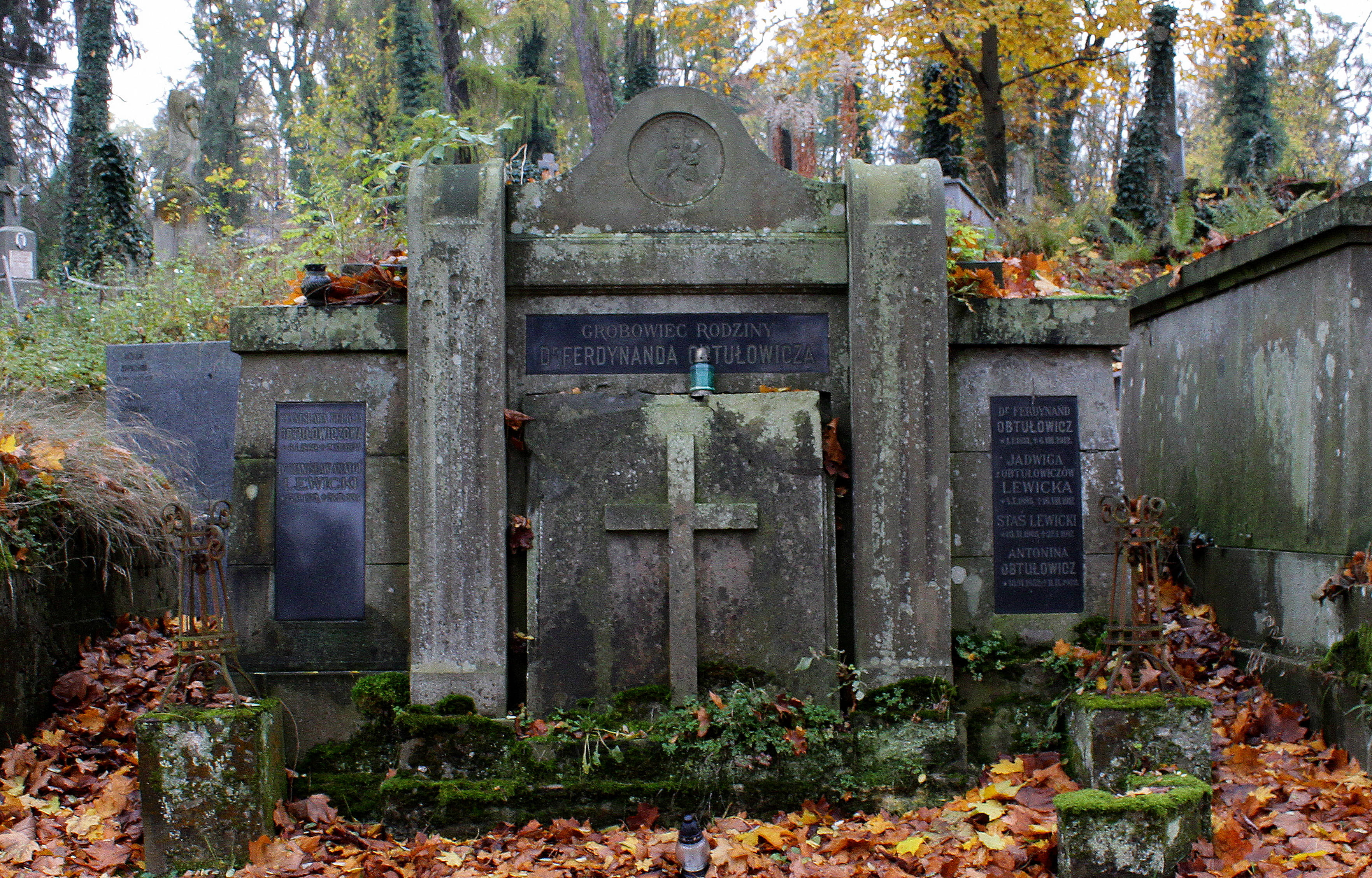

Ferdynand Jakub Obtułowicz (ur. 1 stycznia 1851 w Żywcu, zm. 6 sierpnia 1912 we Lwowie) – polski lekarz, działacz społeczny.

## Życiorys
Urodził się 1 stycznia 1851 w Żywcu. Z zawodu był lekarzem higienistą. Studiował w Krakowie, w 1874 został doktorem. Następnie pracował jako asystent w klinice doktora Antoniego Rosnera. Do służby państwowej wstąpił w 1879. Pracował w starostwach c. k. powiatu turczańskiego i c. k. powiatu buczackiego. Od 1901 był referentem sanitarnym dla c. k. powiatu lwowskiego. Pracował na stanowiskach starszego lekarza powiatowego i lekarza sądowego. 
Udzielał się w działalności społecznej. Był prezesem Towarzystwa Higienicznego we Lwowie, wiceprezesem Towarzystwa Lekarzy Galicyjskich, skarbnikiem Związku Lekarzy Rządowych. Otrzymał tytuły obywatelstwa honorowego miast Buczacz i Jazłowiec. W 1908 otrzymał Krzyż Kawalerski Orderu Franciszka Józefa. Opublikował ponad 45 prac głównie z zakresu medycyny sądowej, epidemiologii i dermatologii.
Zmarł w sierpniu 1912 we Lwowie. Został pochowany na Cmentarzu Łyczakowskim we Lwowie.